# Liga Superior de Turkmenistán 2021
La Liga Superior de Turkmenistán 2021 fue la 29.ª edición de la Liga Superior de Turkmenistán, la máxima categoría de Turkmenistán.

## Equipos participantes
| Equipo           | Ciudad              | Estadio                  | Capacidad |
| ---------------- | ------------------- | ------------------------ | --------- |
| Ahal             | Annau               | Asjabad                  | 20 000    |
| Altyn Asyr       | Asjabad             | Büzmeýin Sport Complex   | 10 000    |
| Aşgabat          | Asjabad             | Nusaý                    | 3000      |
| Nebitçi          | Balkanabat          | Balkanabat Sport Complex | 10 000    |
| Energetik        | Türkmenbaşy Village | Energetik                | 4000      |
| Köpetdag Aşgabat | Asjabad             | Köpetdag                 | 26 000    |
| Merw             | Mary                | Mary Sport Complex       | 10 000    |
| Şagadam          | Turkmenbashi        | Şagadam                  | 5000      |
| Fuente: GSA      |                     |                          |           |

## Desarrollo

### Tabla de posiciones
| Pos. | Equipo                 | Pts. | PJ | G  | E | P  | GF | GC | Dif. | Clasificación 2022                                |
| ---- | ---------------------- | ---- | -- | -- | - | -- | -- | -- | ---- | ------------------------------------------------- |
| 1    | FK Altyn Asyr (C)      | 34   | 14 | 11 | 1 | 2  | 28 | 15 | +13  | Fase de grupos de la Copa AFC.                    |
| 2    | FC Ahal                | 29   | 14 | 8  | 5 | 1  | 25 | 11 | +14  | Fase de grupos de la Liga de Campeones de la AFC. |
| 3    | FC Şagadam Türkmenbaşy | 21   | 14 | 6  | 3 | 5  | 23 | 20 | +3   |                                                   |
| 4    | Köpetdag Aşgabat       | 21   | 14 | 5  | 6 | 3  | 22 | 18 | +4   | Fase de grupos de la Copa AFC.                    |
| 5    | Merw FK                | 17   | 14 | 4  | 5 | 5  | 23 | 21 | +2   |                                                   |
| 6    | FC Aşgabat             | 13   | 14 | 3  | 4 | 7  | 19 | 24 | −5   |                                                   |
| 7    | Nebitçi FT             | 13   | 14 | 3  | 4 | 7  | 8  | 15 | −7   |                                                   |
| 8    | FC Energetik           | 5    | 14 | 1  | 2 | 11 | 9  | 33 | −24  |                                                   |

 Fuente: Soccerway
Notas:
1. ↑  FC Ahal fue el único equipo de Turkmenistán que obtuvo la licencia para participar en la Liga de Campeones de la AFC.[3]
2. 1 2  Puntos en partidos directos: Şagadam Türkmenbaşy 3, Köpetdag Aşgabat 3. Diferencia de gol en partidos directos: Şagadam Türkmenbaşy +1, Köpetdag Aşgabat –1.
3. ↑  El campeón de la Copa de Turkmenistán, Şagadam Türkmenbaşy, no obtuvo la licencia para participar en competiciones de la AFC. Por tanto su cupo en la Copa AFC fue cedido al cuarto clasificado.
4. 1 2  Puntos en partidos directos: Aşgabat 3, Nebitçi 3. Diferencia de gol en partidos directos: Aşgabat +2, Nebitçi –2.

### Resultados
| Local \ Visitante      | ALT | AHA | KOP | ENE | MER | NEB | SAG | ASG |
| ---------------------- | --- | --- | --- | --- | --- | --- | --- | --- |
| FK Altyn Asyr          | —   | 1–3 | 2–1 | 3–0 | 2–1 | 1–0 | 1–0 | 4–0 |
| FC Ahal                | 1–2 | —   | 2–2 | 3–1 | 1–0 | 2–0 | 4–0 | 3–1 |
| Köpetdag Aşgabat       | 1–2 | 1–1 | —   | 4–1 | 1–1 | 0–0 | 2–1 | 2–2 |
| FC Energetik           | 0–1 | 0–0 | 0–2 | —   | 2–3 | 2–0 | 2–3 | 0–0 |
| Merw FK                | 2–2 | 1–1 | 2–2 | 2–0 | —   | 1–1 | 1–2 | 4–0 |
| Nebitçi FT             | 1–2 | 0–0 | 0–1 | 4–1 | 0–2 | —   | 0–0 | 1–0 |
| FC Şagadam Türkmenbaşy | 4–2 | 1–2 | 3–1 | 3–0 | 4–2 | 0–1 | —   | 1–1 |
| FC Aşgabat             | 1–3 | 1–2 | 1–2 | 5–0 | 3–1 | 3–0 | 1–1 | —   |

## Goleadores
- Fuente: Федерация Футбола Туркменистана TFF

| Jugador                | Club             | Goles |
| ---------------------- | ---------------- | ----- |
| Elman Tagaýew          | Ahal             | 10    |
| Gurbangeldi Sähedow    | Aşgabat          | 8     |
| Begenç Alamow          | Merw             | 7     |
| Altymyrat Annadurdyýew | Altyn Asyr       | 6     |
| Begenç Akmämmedow      | Köpetdag Aşgabat | 6     |
| Nazar Towakelow        | Şagadam          | 6     |
| Amangeldi Saparow      | Merw             | 5     |
| Pirmyrat Gazakow       | Merw             | 5     |
| Kerim Hojaberdiýew     | Şagadam          | 5     |
| Yhlas Magtymow         | Şagadam          | 4     |